# Cereșneve, Vîsokopillea
Cereșneve (în ucraineană Черешневе) este un sat în comuna Novomîkolaiivka din raionul Vîsokopillea, regiunea Herson, Ucraina.

## Demografie
Componența lingvistică a localității Cereșneve
     Ucraineană (98,06%)
     Alte limbi (1,94%)
Conform recensământului din 2001, majoritatea populației localității Cereșneve era vorbitoare de ucraineană (98,06%), existând în minoritate și vorbitori de alte limbi.